# Zawisza Bydgoszcz
Cywilno-Wojskowy Związek Sportowy Zawisza Bydgoszcz – wielosekcyjny bydgoski klub sportowy, założony w 1946 roku.

## Struktura
W 2016 roku w skład CWZS Zawisza wchodziły następujące stowarzyszenia:
- CWZS Zawisza Stowarzyszenie Lekkoatletyczne,
- CWZS Zawisza Podnoszenie Ciężarów,
- CWZS Zawisza Stowarzyszenie Kajakowe,
- CWZS Zawisza Stowarzyszenia Wioślarskie,
- CWZS Zawisza Klub Strzelecki,
- CWZS Zawisza Klub Gimnastyczny Bydgoszcz,
- CWZS Zawisza Stowarzyszenie Boksu i Sztuk Walki,
- Międzyszkolny Uczniowski Klub Sportowy CWZS Bydgoszcz - prowadzi drużyny juniorskie i młodzieżowe piłki nożnej
- Budowlany Klub Sportowy Bydgoszcz – prowadzi działalność sportową w zakresie: piłki nożnej, lekkoatletyki, łucznictwa, piłki ręcznej, hokeja na lodzie[1]

Poza strukturami CWZS znajduje się Stowarzyszenie Piłkarskie Zawisza Bydgoszcz, które prowadzi zespół seniorów w III lidze oraz drużyny młodzieżowe.

### Dyscypliny sportowe
Stowarzyszenia CWZS Zawisza zajmują się następującymi dyscyplinami:
- lekkoatletyka
- podnoszenie ciężarów
- kajakarstwo
- wioślarstwo
- strzelectwo
- gimnastyka
- boks

### Wojskowe Centrum Szkolenia Sportowego
W kompleksie CWZS Zawisza zlokalizowane jest jedno z 7 krajowych Wojskowych Centrów Szkolenia Sportowego. WCSS Bydgoszcz przy Batalionie Dowodzenia Inspektoratu Wsparcia Sił Zbrojnych zajmuje się szkoleniem zawodników mundurowych w dyscyplinach: lekkoatletyka, strzelectwo, kajakarstwo i podnoszenie ciężarów.

## Kompleks sportowy Zawiszy
Bazą klubu są:

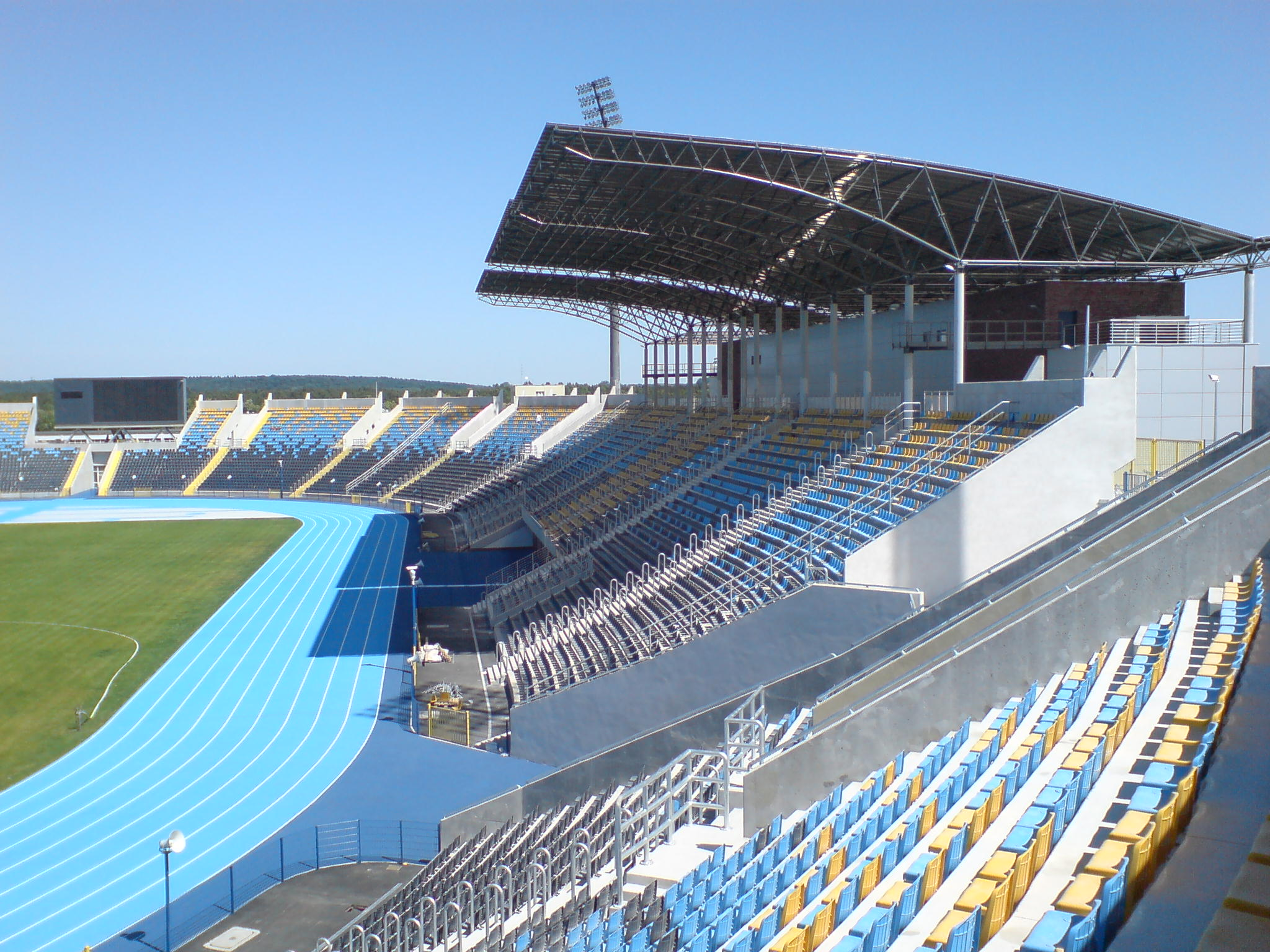
Stadion im. Zdzisława Krzyszkowiaka, czerwiec 2008

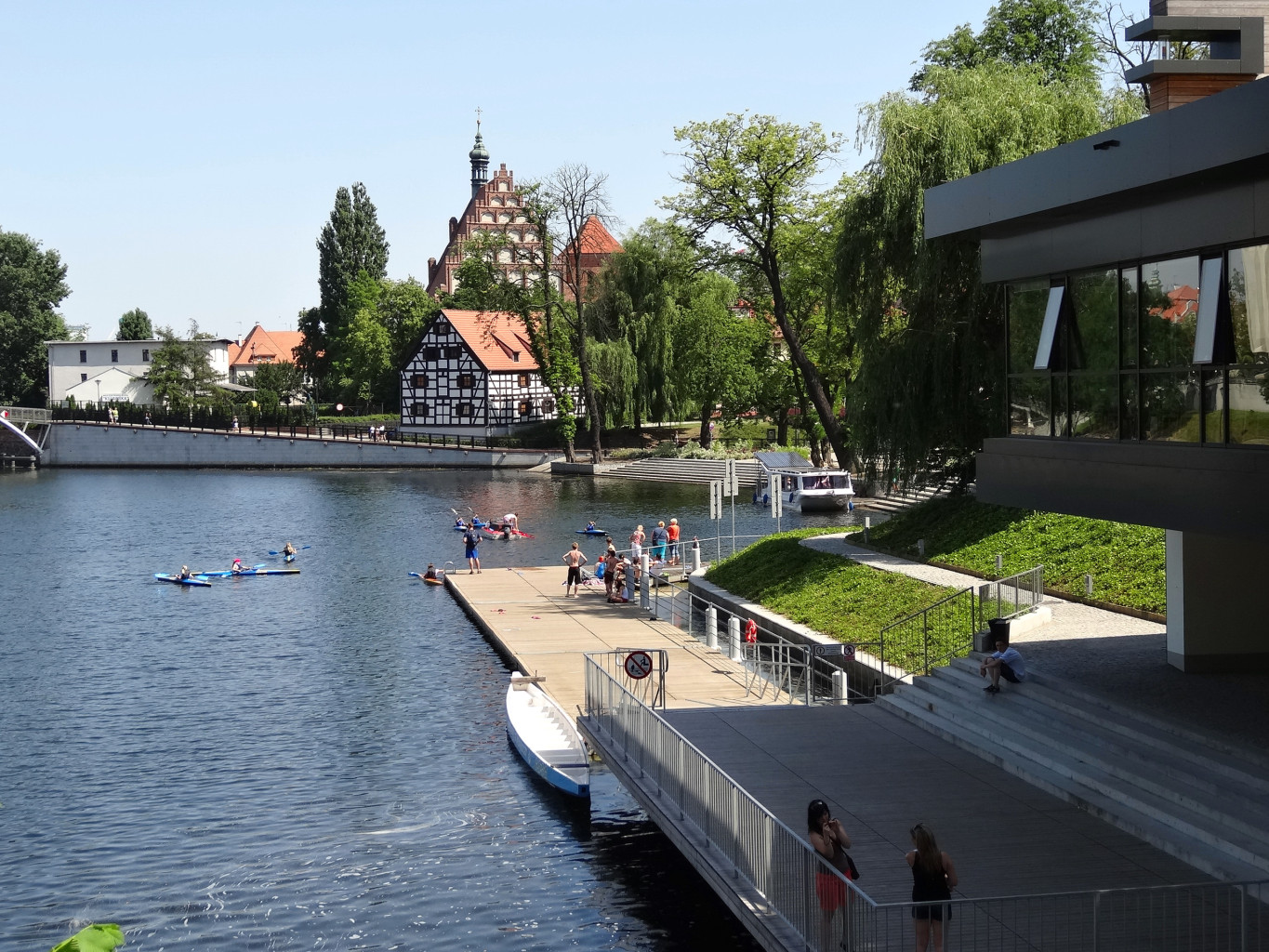
Przystań Bydgoszcz w gestii CWZS Zawisza

- Park sportowy Zawiszy Bydgoszcz (ul. Gdańska 163), o powierzchni 25 hektarów[4], budowany etapami w latach 1955-1963 i 1969-1972. W jego skład wchodzą[5]:
  - Stadion im. Zdzisława Krzyszkowiaka – z podgrzewaną murawą i oświetleniem (1600 lux); w 2008 roku został gruntownie zmodernizowany, co zmniejszyło jego pojemność z pierwotnych 36 do 20,5 tys. miejsc siedzących, lecz znacznie polepszyła się widoczność z częściowo zadaszonych trybun
  - boczny stadion piłkarsko-lekkoatletyczny z pełną infrastrukturą
  - pełnowymiarowe boiska z naturalną oraz sztuczną nawierzchnią oraz oświetleniem (500 lux) do rozgrywek niższych klas i juniorów PZPN
  - hala sportowa 18 x 36 m do gier zespołowych (futsal, siatkówka)
  - kryta, tartanowa bieżnia lekkoatletyczna o długości ok. 150 m i szerokości 8 torów z infrastrukturą do konkurencji: skok w dal, skok o tyczce, skok wzwyż, pchnięcie kulą; miasto dysponuje projektem budowy nowej hali przy torach strzeleckich; dwukondygnacyjny obiekt ma mieć 18 metrów wysokości, około 7150 m kw powierzchni i niemal 85000 m sześciennych kubatury. Będą w nim trenować lekkoatleci, a poniżej – strzelcy[6].
  - kryta strzelnica przystosowana do strzelań pneumatycznych (10 m), kulowych (25 i 50 m), śrutowych, wyposażona w tarcze elektroniczne i analogowe, zaplecze i parking
  - hala podnoszenia ciężarów z siłownią
  - sala z ringiem bokserskim 24 x 14 m wyposażona w worki treningowe i inny sprzęt bokserski
  - hala tenisowa i korty odkryte
  - hala 36 x 24 m do uprawiania gimnastyki i akrobatyki sportowej i trybunami na 200 widzów, wyposażona w specjalistyczny sprzęt gimnastyczno-akrobatyczny najnowszej generacji, z pełnym zapleczem szatniowo-socjalnym
  - Ośrodek Odnowy Biologicznej zajmujący się opieką nad sportowcami Zawiszy, a także innych sportowców z Bydgoszczy i regionu (siatkarze, koszykarze)
  - hotel „Zawisza” – 176 miejsc noclegowych, www
  - Galeria Sportu Bydgoskiego
- Stadion Fordon (ul. Sielska 12) – dysponuje m.in. trybuną, bieżnią lekkoatletyczną, pawilonem; rozgrywają tu mecze m.in. piłkarze BKS Bydgoszcz
- Przystań Bydgoszcz (ul. Tamka 2) – przystań sportów wodnych na Wyspie Młyńskiej z hotelem i wypożyczalnią sprzętu
- Obiekty Sportowe Astoria (ul. Królowej Jadwigi 23) – kryty basen pływacki, w 2017 wyburzony, w jego miejscu do 2020 zbudowany będzie 50-metrowy basen kryty (inwestycja w realizacji)

Na stadionie im. Zdzisława Krzyszkowaiaka odbyło się 8 meczów polskiej reprezentacji w piłce nożnej oraz mnóstwo imprez lekkoatletycznych, np. Mistrzostwa Polski seniorów (wielokrotnie), Mistrzostwa świata kadetów (1999), I liga Pucharu Europy (2000), I Europejski Festiwal Sztafet (2001), Młodzieżowe Mistrzostwa Europy U'23 (2003), Superliga Pucharu Europy (SPAR European Cup 2004).
W dniach 8-13 lipca 2008 roku na stadionie odbyły się Mistrzostwa Świata Juniorów w Lekkoatletyce 2008 (ang. IAAF World Junior Championships in Athletics), a w dniach 19-24 lipca 2016 Mistrzostwa Świata Juniorów w Lekkoatletyce 2016 z udziałem ponad 3000 zawodników, trenerów i członków obsługi z 141 reprezentacji narodowych.
Od 2017 planowana jest budowa w kompleksie Zawiszy nowej hali lekkoatletycznej i strzelectwa sportowego. Władze miejskie sfinansowały projekt oraz uzyskały pozwolenie na budowę, jednak ze względu na brak dofinansowania władz centralnych budowy nie rozpoczęto.

## Historia

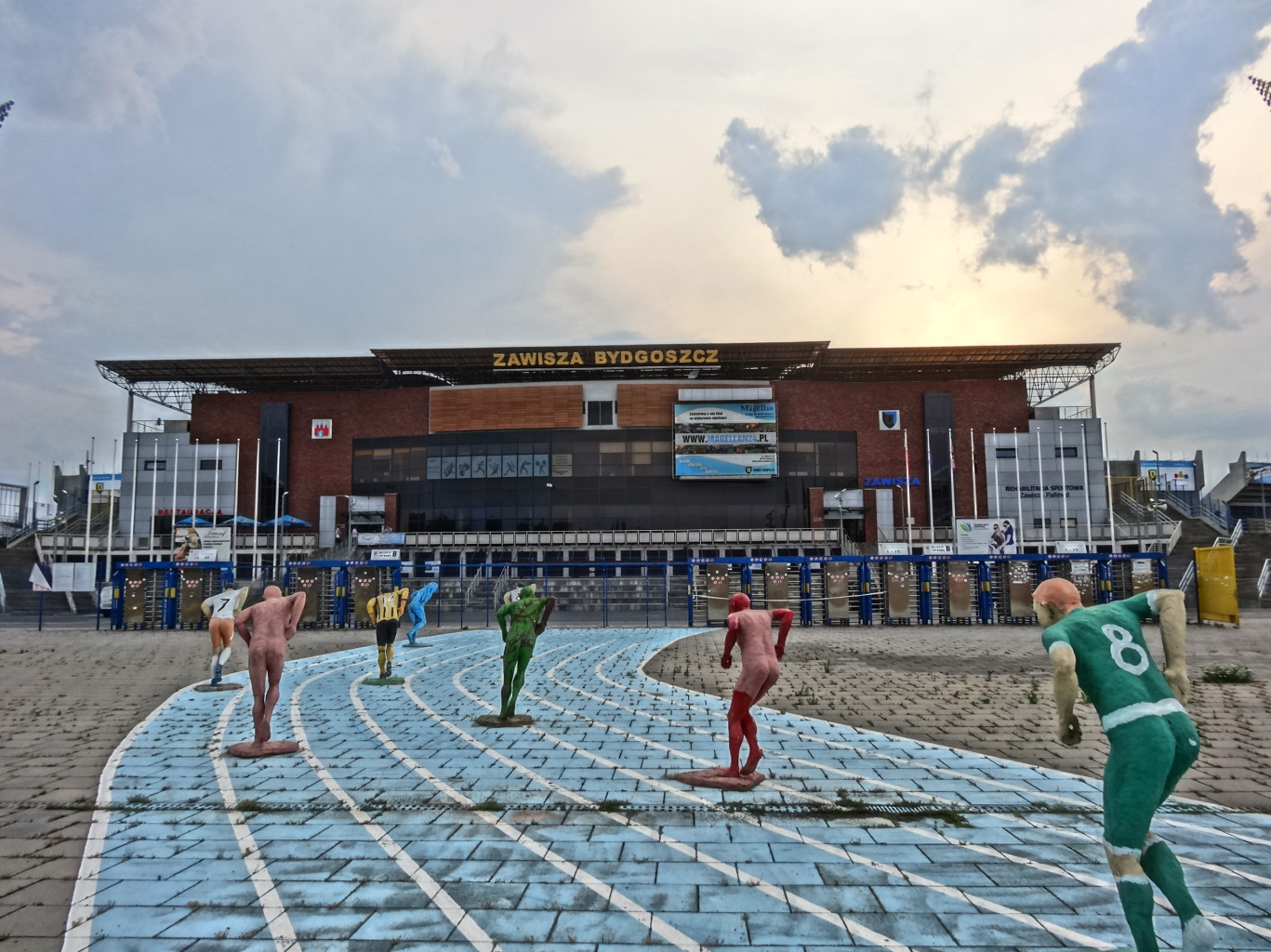
Front stadionu Zawiszy

Wojskowy Klub Sportowy Zawisza powstał w marcu 1946 roku w Koszalinie, będącym wówczas siedzibą Dowództwa Okręgu Wojskowego II (od grudnia 1945 do listopada 1946, po czym dowództwo przeniesiono do Bydgoszczy). Stało się to m.in. na skutek inicjatywy żołnierzy 48. Okręgowego Warsztatu Samochodowego, zrzeszonych w drużynie piłki nożnej. Pierwszym prezesem zarządu klubu został ppłk Marian Gutaker. W dniu powstania klub składał się z 9 sekcji: piłki nożnej, siatkówki, koszykówki, tenisa ziemnego, tenisa stołowego, strzeleckiej, lekkoatletycznej, motorowej i pływackiej.
Przedmiotem długich narad była nazwa klubu. Wśród proponowanych były m.in. Pomorze, Bałtyk, Grunwald i Zawisza. Szalę na korzyść ostatniej nazwy przechylił ppłk Stanisław Żwirski, który podkreślił, że osoba Zawiszy Czarnego jest uosobieniem ideału, do którego winni dążyć zarówno tak sportowcy, jak i żołnierze. Na zebraniu ustalono także barwy klubu. Jako obowiązujący strój przyjęto czarne spodenki i koszulki w podłużne czarno-niebieskie pasy. Kolor czarny pochodził od barw rodowych Zawiszy Czarnego, a niebieski zaś od baretki Orderu Virtuti Militari.
W maju 1946 Zawisza rozegrał inauguracyjny mecz z Bałtykiem Koszalin zakończony zwycięstwem „wojskowych” 9:7. W drużynie Zawiszy grał późniejszy aktor Emil Karewicz i por. Józef Lebek, późniejszy profesor Wyższej Szkoły Teatralnej i Filmowej w Łodzi – ówcześni aktorzy zespołu artystycznego „Domu Żołnierza” z Białegostoku, którzy objeżdżali garnizony na Pomorzu.
Pod koniec 1946 WKS Zawisza, w ślad za Dowództwem Okręgu został przeniesiony do Bydgoszczy. Pierwszym prezesem na ziemi bydgoskiej został wybrany ppłk Stanisław Żwirski. Jedną z pierwszych decyzji nowego zarządu było zgłoszenie drużyny piłki nożnej do Pomorskiego Okręgowego Związku Piłki Nożnej. W pierwszym, historycznym meczu o punkty Zawisza rozgromił 6 kwietnia 1946 na Stadionie Miejskim rezerwę A-klasowej Gwiazdy Bydgoszcz 8:2. Pierwszy sezon w klasie B niebiesko-czarni zakończyli na trzecim miejscu, a w lipcu 1948 wywalczyli awans do klasy A. Jednak do 1951 roku sekcje klubu działały głównie w strukturach sportu wojskowego.
W wyniku represji stalinowskich w latach 1948-1955 prezes klubu ppłk Stanisław Żwirski otrzymał wyrok więzienia, anulowany w 1957. Do 1949 zdecydowaną większość członków zarządu Zawiszy usunięto. Po 1949 przy Dowództwach Okręgów utworzono Okręgowe Wojskowe Kluby Sportowe (OWKS), które były filiami Centralnego Wojskowego Klubu Sportowego (CWKS) w Warszawie, który mógł dowolnie dysponować wszystkimi sportowcami odbywającymi służbę wojskową. Niebiesko-czarne barwy zastąpiono przez resortowe zielono-biało-czerwone. W 1957 roku, na fali popaździernikowej odwilży, przywrócono tradycyjną nazwę bydgoskiego klubu. Od tego momentu do 1976 klub używał zmodyfikowanego herbu: tarczy w kolorze zielonym, z poprzecznymi biało-czerwonymi pasami oraz literą „Z” w wewnętrznej tarczy. W 1976 decyzją władz klubu, Zawisza wrócił do tradycyjnego herbu i barw niebiesko-czarnych.
Gwałtowny rozwój klubu rozpoczął się w połowie lat 50. XX w. Było to wynikiem rozbudowy bazy sportowej oraz pozyskiwaniu zawodników z innych klubów (Brdy, Gwardii) oraz spośród poborowych Pomorskiego Okręgu Wojskowego. Wielu z nich wiązało się z klubem na stałe. W 1955 istniało już 19 sekcji sportowych, lecz 10 z nich zlikwidowano w latach 60. lub 70. XX w. (kolarstwo, tenis, stołowy, pływanie, zapasy, siatkówka, koszykówka, piłka ręczna, sport żużlowy, hokej na lodzie). Bodźcem do powoływania nowych sekcji sportowych było ich istnienie w programie ogólnopolskich spartakiad wojskowych. Kiedy jednak zawodnicy jakiejś sekcji nie osiągali założonych wyników, odgórnie je likwidowano lub przekazywano do innych klubów.
W latach 1957-1963 i 1968-1972 wybudowano kompleks sportowy Zawiszy na powierzchni 25 ha w koszarowej dzielnicy miasta graniczącej z Lasem Gdańskim. Nadzór nad pracami powierzono czołowemu projektantowi obiektów sportowych inż. Jerzemu Hoffmanowi. W parkową zieleń wkomponowano stadion piłkarsko-lekkoatletyczny na 36 tys. miejsc siedzących (50 tys. łącznie z miejscami stojącymi), kilka hal sportowych (bokserska, podnoszenia ciężarów, gier zespołowych, gimnastyczna), krytą bieżnię lekkoatletyczną, strzelnicę, korty tenisowe, boiska treningowe, internat, hotel itp. W latach 70. stadion zyskał tartanową bieżnię i tablicę świetlną. Dysponowano również przystanią wioślarsko-kajakową na Brdzie oraz otwartą strzelnicą na Jachcicach. Budowa kompleksu sportowego przyczyniła się do wzrostu poziomu sportowego w klubie. Ośrodek Zawiszy cieszył się dużą popularnością w kraju jako doskonałe miejsce do treningów dla sportowców różnych dyscyplin. W 1962 zlokalizowano w nim Ośrodek Przygotowań Olimpijskich. Zawodnicy z sekcji: lekkoatletyki, piłki nożnej, strzelectwa, podnoszenia ciężarów, gimnastyki sportowej, boksu, kajakarstwa, wioślarstwa, a w latach 80. także spadochroniarstwa utrzymywali wysoki poziom sportowy, osiągając sukcesy na zawodach najwyższej rangi (igrzyska olimpijskie, mistrzostwa świata i Europy). Podczas obchodów 40-lecia klubu, 1 czerwca 1986, Zarząd Główny ZSMP objął nad nim patronat (akt podpisali Jerzy Szmajdziński ze strony ZSMP i płk. J. Caputa ze strony Zawiszy).
Po 1989 Wojsko Polskie stopniowo zmniejszało świadczenia na sport, co przyczyniło się do kłopotów finansowych klubu. Na początku lat 90. przejęto w zarządzanie stadion dawnej Wisły Fordon przy ul. Sielskiej. W 2002 Agencja Mienia Wojskowego przekazała kompleks sportowy Zawiszy magistratowi Bydgoszczy. W 2003 Rada Miasta nadała stadionowi za patrona Zdzisława Krzyszkowiaka oraz rozpoczęła prace modernizacyjne. W 2008 dokonano gruntowej modernizacji stadionu, połączonej z budową żelbetowych trybun, zaplecza i ośrodka odnowy biologicznej. Wizytówką stał się niestandardowy niebieski tartan oraz podgrzewana murawa piłkarska.
W 2003 zmieniono strukturę organizacyjną klubu. Osiem sekcji podpisało umowę o utworzeniu Cywilno-Wojskowego Związku Sportowego „Zawisza”, co zatwierdzono w kwietniu 2005 roku na Nadzwyczajnym Walnym Zebraniu Delegatów. Według stanu na rok 2003 bilans osiągnięć sportowców Zawiszy w zakresie złotych medali sięga 2 z igrzysk olimpijskich, 18 z mistrzostw świata i 40 z mistrzostw Europy, natomiast indywidualne tytuły mistrzów Polski można liczyć w setki i tysiące. Według danych z 2008 olimpijczykami było 124 zawodników pochodzących z województwa kujawsko-pomorskiego, z czego 85 zawodników WKS Zawisza Bydgoszcz (dwie trzecie całości).
Z dniem 31 grudnia 2019 władze miejskie wypowiedziały umowę na użytkowanie obiektów sportowych przez CWZS Zawisza, co wiązało się z przejęciem zarządzania obiektami sportowymi bezpośrednio przez miasto. 31 grudnia 2021 Cywilno-Wojskowy Klub Sportowy Zawisza Bydgoszcz przestał istnieć, a tradycje klubu przejęły wchodzące dotąd w jego skład kluby jednosekcyjne.

### Nazwy
- 1946-1950 – Wojskowy Klub Sportowy Zawisza (WKS)
- 1950 – WKS Legia Bydgoszcz
- 1950-1954 – Okręgowy WKS Bydgoszcz (OWKS Bydgoszcz)
- 1954-1956 – Centralny WKS Bydgoszcz (CWKS Bydgoszcz)
- 1957-2003 – WKS Zawisza Bydgoszcz
- od 2005 – Cywilno-Wojskowy Związek Sportowy Zawisza Bydgoszcz (CWZS)
- od XII 2018 do XII 2021 – Cywilno-Wojskowy Klub Sportowy Zawisza Bydgoszcz (CWKS)[20]

## Sportowcy Zawiszy Bydgoszcz

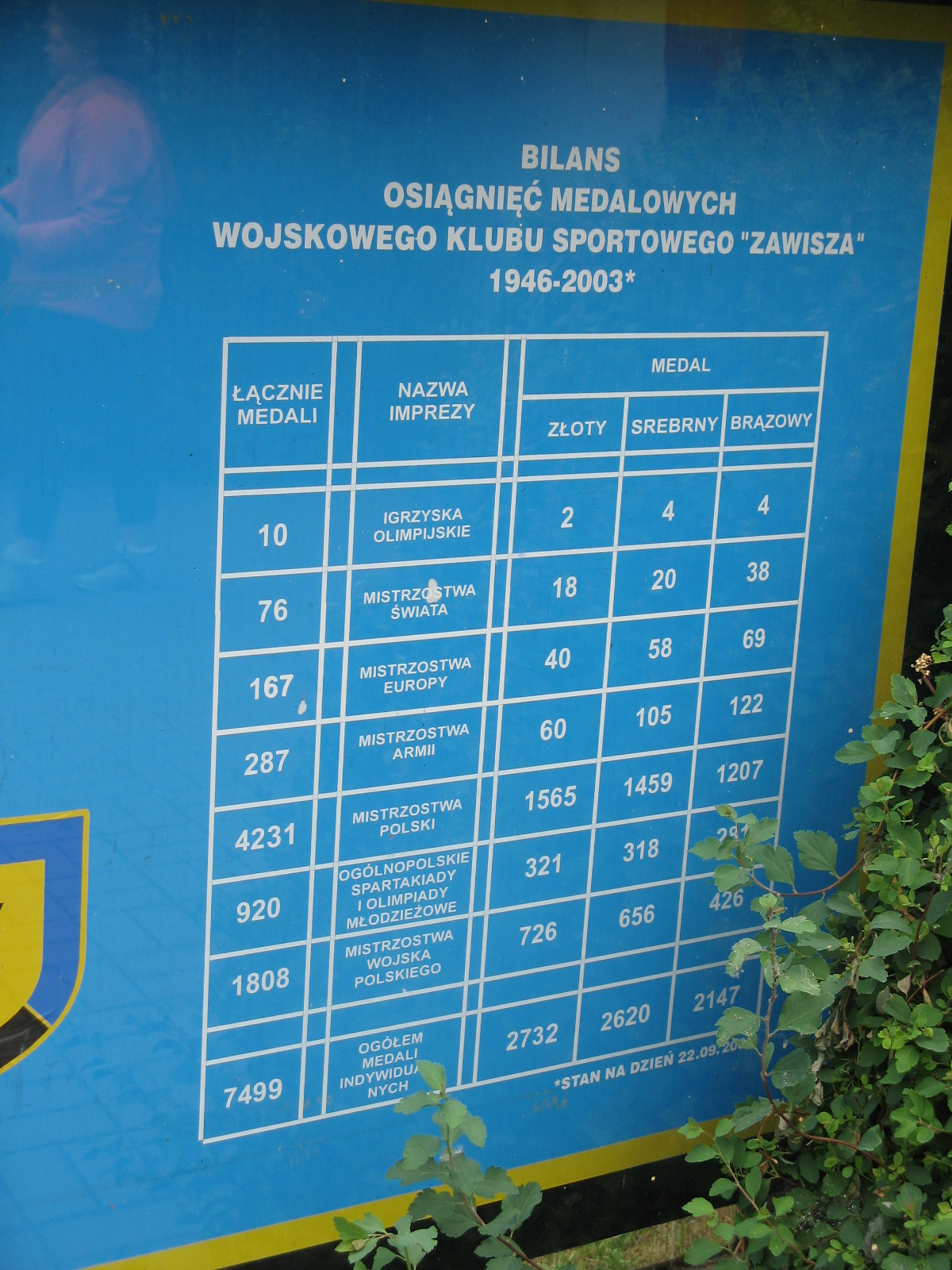
Tablica z bilansem medalowym klubu w latach 1946-2003

### Medaliści Igrzysk Olimpijskich
| Medalista             | Medal           | Dyscyplina           | Olimpiada      |
| --------------------- | --------------- | -------------------- | -------------- |
| Zdzisław Krzyszkowiak | złoty           | lekkoatletyka        | Rzym 1960      |
| Teresa Ciepły         | złoty i srebrny | lekkoatletyka        | Tokio 1964     |
| Maciej Freimut        | srebrny         | kajakarstwo          | Barcelona 1992 |
| Arkadiusz Onyszko     | srebrny         | piłka nożna          | Barcelona 1992 |
| Iwan Klementiew       | srebrny         | kajakarstwo          | Atlanta 1996   |
| Brunon Bendig         | brązowy         | boks                 | Rzym 1960      |
| Ryszard Kubiak        | brązowy         | wioślarstwo          | Moskwa 1980    |
| Sławomir Zawada       | brązowy         | podnoszenie ciężarów | Seul 1988      |
| Jacek Streich         | brązowy         | wioślarstwo          | Barcelona 1992 |

### Olimpijczycy z Zawiszy Bydgoszcz
W sumie na Igrzyskach Olimpijskich (lata 1952-2016) brało udział 93 zawodników Zawiszy, w tym 30 lekkoatletów, 23 wioślarzy, 19 kajakarzy, 10 strzelców sportowych, 5 ciężarowców, 3 gimnastyków i po 1: bokser, piłkarz i hokeista na lodzie. Wśród zawodników jest 27 osób, które w barwach Zawiszy po kilka razy brało udział w olimpiadach:
- czterokrotny udział: Daniel Trojanowski (wioślarstwo)
- trzykrotny udział: Ryszard Kubiak (wioślarstwo), Jerzy Nowicki (strzelectwo), Andrzej Szajna (gimnastyka), Jan Jaskólski (lekkoatletyka)
- dwukrotny udział:
  - lekkoatleci: Zdzisław Krzyszkowiak, Marcin Lewandowski, Paweł Wojciechowski, Marika Popowicz-Drapała
  - wioślarze: Grzegorz Stellak, Jerzy Ulczyński, Jacek Streich, Rafał Hejmej, Krystian Aranowski, Piotr Juszczak, Michał Szpakowski
  - strzelcy: Henryk Górski, Rajmund Stachurski, Romuald Siemionow, Adam Kaczmarek, Tadeusz Czerwiński, Wojciech Knapik
  - kajakarze: Daniel Wełna, Maciej Freimut, Paweł Baumann
  - ciężarowcy: Krzysztof Beck, Jan Wojnowski

### Mistrzowie świata
- fitness: Patrycja Knopik, Ewelina Barej
- kajakarstwo: Daniel Wełna, Arkadiusz Byliński, Maciej Freimut, Ivans Klementjevs, Marcin Kobierski, Piotr Siemionowski, Sebastian Szypuła
- lekkoatletyka: Sebastian Chmara, Paweł Wojciechowski, Robert Szpak
- podnoszenie ciężarów: Jan Wojnowski, Marcin Dołęga
- strzelectwo: Henryk Górski, Gabriela Nowakowska, Adam Kaczmarek, Paweł Borowicki, Wojciech Knapik, Daniel Czerwiński, Bartosz Jasiecki, Klaudia Breś
- wioślarstwo: Andrzej Jasiński, Roman Czapara, Sławomir Deka, Robert Sycz, Daniel Trojanowski, Rafał Wielgosz, Piotr Juszczak

### Mistrzowie Europy
- fitness: Ewelina Barej, Marcin Łopucki
- gimnastyka: Andrzej Szajna
- gimnastyka akrobatyczna: Janusz Zienkiewicz
- kajakarstwo: Daniel Wełna, Marcin Kobierski
- lekkoatletyka: Zdzisław Krzyszkowiak, Teresa Ciepły, Edmund Borowski, Waldemar Korycki, Sebastian Chmara, Marcin Lewandowski, Marika Popowicz, Paweł Wojciechowski, Iga Baumgart
- piłka nożna: Marcin Thiede
- podnoszenie ciężarów: Jan Wojnowski, Sławomir Zawada, Marcin Dołęga, Damian Wiśniewski, Tomasz Zieliński
- strzelectwo: Stefan Masztak, Rajmund Stachurski, Elżbieta Kowalewska, Romuald Siemionow, Adam Kaczmarek, Bogna Temlak, Tadeusz Czerwiński, Wojciech Knapik, Paweł Borowicki, Joanna Nowakowska-Dzimińska, Klaudia Breś
- wioślarstwo: Michał Szpakowski, Daniel Trojanowski, Piotr Juszczak,

### Osiągnięcia drużynowe
- boks – zdobywca Pucharu Polski w boksie (2000)
- gimnastyka akrobatyczna – 12 tytułów drużynowego mistrza Polski w latach 1988-2008 (seniorzy i juniorzy)
- gimnastyka sportowa – 19 tytułów drużynowego mistrza Polski w różnych kategoriach oraz 23 tytuły wicemistrzowskie, w 1973 – DMP w klasie mistrzowskiej
- kajakarstwo – drużynowy mistrz Polski w latach 1961, 1963–1967, w latach 1957-1986 kajakarze klubu wywalczyli 91 złotych medali w mistrzostwach Polski seniorów
- lekkoatletyka – drużynowy mistrz Polski (1981, 1982, 1983, 1985), mistrz ligi lekkoatletycznej (1957, 1958, 1963, 1964, 1983, 1985, 1989), wicemistrz (1959–1962, 1965–1970, 1984, 1987, 1994, 1995), brąz (1974, 1977, 1986, 2010)
- motocross – drużynowy mistrz Polski (1973)
- piłka nożna – Puchar i Superpuchar Polski w piłce nożnej (2014), 1/2 finału Pucharu Polski (1991), 4. miejsce w ekstraklasie (1990), Mistrzostwo Polski Juniorów U-19 (1981), wicemistrzostwo Polski juniorów U-19 (1958), wicemistrzostwo Polski juniorów U-17 (2013)
- podnoszenie ciężarów – drużynowy mistrz Polski (1970, 1971, 1972), wicemistrz (1984[21], 1985[22])
- spadochroniarstwo – mistrz Polski seniorów (1976, 1978, 1980-1986), mistrz wielobojów spadochronowych (1995–2001, 2003), mistrz w celności lądowania (1997, 1999)
- wioślarstwo – wielokrotny drużynowy mistrz Polski w latach 60. i 70. XX w.

### Osiągnięcia indywidualne
- boks – 19 tytułów mistrza Polski (seniorzy, juniorzy)
- fitness – 15 tytułów mistrza Polski seniorów i juniorów
- gimnastyka akrobatyczna – 96 medali mistrzostw Polski seniorów (38-32-26) oraz 109 medali Mistrzostw Polski juniorów (44-36-29)
- gimnastyka sportowa – 118 indywidualnych tytułów mistrza Polski seniorów, 82 tytułów wicemistrzowskich oraz 34 indywidualne tytuły mistrza Polski juniorów
- kajakarstwo – 91 tytułów mistrza kraju (lata 1960-1986)
- lekkoatletyka – około 400 tytułów mistrza Polski w różnych konkurencjach lekkoatletycznych (lata 1953-2016)
- motocross – 3 tytuły mistrza Polski w klasie 125 cm³ (lata 1971-1973)
- podnoszenie ciężarów – 47 tytułów mistrza Polski (mężczyźni – 41 i kobiety – 6)
- spadochroniarstwo – ponad 30 tytułów mistrza Polski
- strzelectwo – kilkaset tytułów mistrza Polski
- wioślarstwo – około 200 tytułów mistrza Polski

### Najlepsi sportowcy Polski
Trzej sportowcy Zawiszy wygrywali Plebiscyt „Przeglądu Sportowego” na najlepszego sportowca Polski:
- 1958 – Zdzisław Krzyszkowiak – lekkoatleta, długodystansowiec
- 1962 – Teresa Ciepły – lekkoatletka, sprinterka, posiada też tytuł Honorowego Obywatela Bydgoszczy
- 1982 – Zbigniew Boniek – piłkarz, wychowanek Zawiszy (wówczas w klubie Juventus F.C.)

Poza tym kilku zawodników/zawodniczek Zawiszy było nominowanych w Plebiscytach Przeglądu Sportowego na Najlepszego Sportowca Polski:
- 1956 – Zdzisław Krzyszkowiak (lekkoatletyka) – 7 m.
- 1959 – Kazimierz Zimny (lekkoatletyka) – 6 m.
- 1960 – Zdzisław Krzyszkowiak (lekkoatletyka) – 2 m.
- 1961 – Zdzisław Krzyszkowiak (lekkoatletyka) – 2 m. i Teresa Ciepły (lekkoatletyka) – 10 m.
- 1964 – Teresa Ciepły (lekkoatletyka) – 7 m.
- 1970 – Henryk Szordykowski (lekkoatletyka) – 8 m.
- 1975 – Andrzej Szajna (gimnastyka) – 10 m.
- 1985 – Zbigniew Boniek (wychowanek Zawiszy, piłka nożna) – 6 m.
- 1986 – Adam Kaczmarek (strzelectwo) – 6 m.
- 1990 – Maciej Freimut (kajakarstwo) – 9 m. i Piotr Piekarski (lekkoatletyka) – 10 m.
- 1997 – Robert Sycz (wioślarstwo) – 9 m.
- 1998 – Robert Sycz (wioślarstwo) – 10 m.
- 1999 – Sebastian Chmara (lekkoatletyka) – 10 m.
- 2010 – Marcin Dołęga (podnoszenie ciężarów) – 11 m., Marcin Lewandowski (lekkoatletyka) – 13 m. i Piotr Siemionowski (kajakarstwo) – 23 m.
- 2011 – Paweł Wojciechowski (lekkoatletyka) – 6 m. i Piotr Siemionowski (kajakarstwo) – 15 m.

## Sekcje aktywne

### Lekkoatletyka

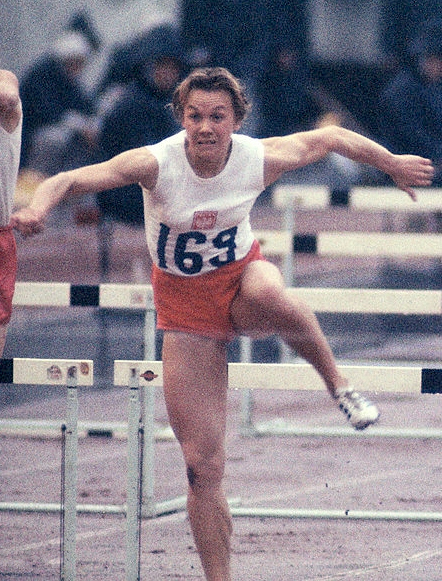
Teresa Ciepły – bydgoska sprinterka, w barwach Zawiszy zdobywczyni dwóch medali olimpijskich (złoto i srebro w Tokio 1964)

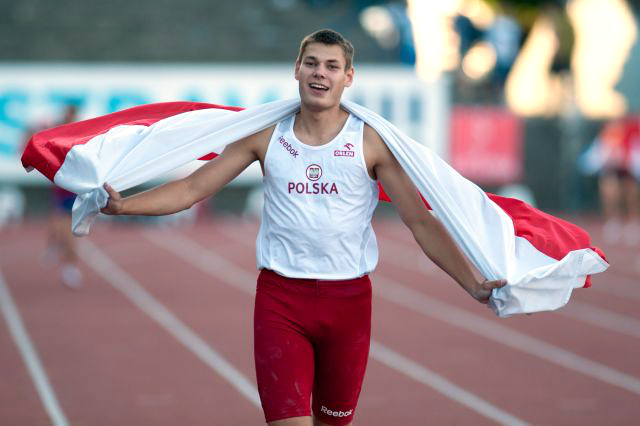
Paweł Wojciechowski z Zawiszy – mistrz świata w skoku o tyczce (2011), wicemistrz Europy (2014)

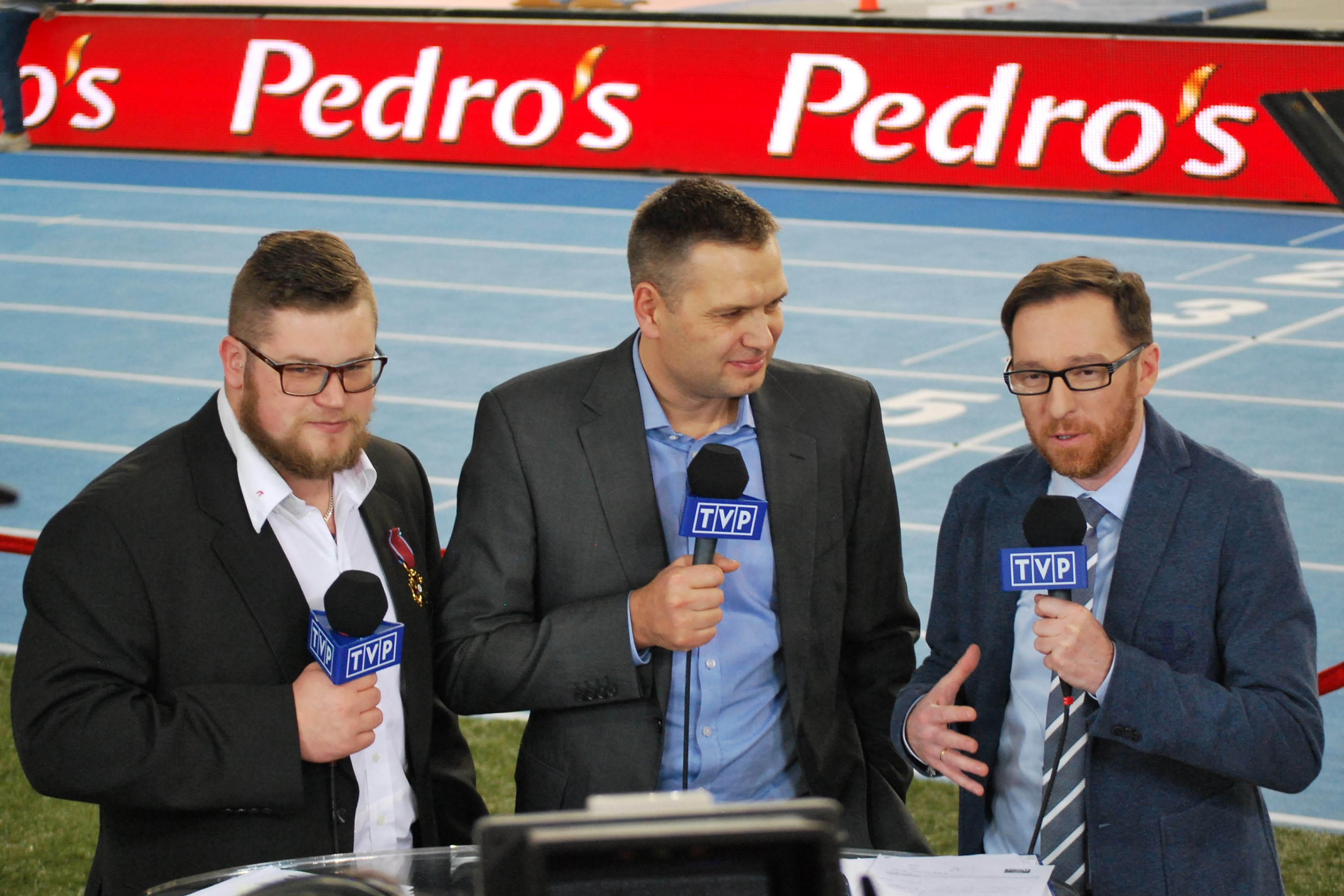
Sebastian Chmara – były zawodnik Zawiszy, halowy mistrz świata (1999) i Europy (1998) w siedmioboju, na zdjęciu (pośrodku) jako komentator sportowy TVP

Sekcja lekkoatletyczna narodziła się wraz z powstaniem klubu. W 1953 do OWKS Bydgoszcz przeszła w całości drużyna lekkoatletów bydgoskiej Gwardii. Byli wśród nich trójskoczek Zygfryd Weinberg, sprinterka Eulalia Szwajkowska (oboje olimpijczycy z Helsinek), młociarz Bogdan Masłowski, długodystansowiec Alojzy Graj oraz trener Mieczysław Mućko. Pięciu lekkoatletów Zawiszy wystartowało w 1954 roku w reprezentacji Polski na mistrzostwach Europy (Graj, Weinberg, Żbikowski, Goździalski, Miecznikowski). W 1957 po budowie kompleksu sportowego Zawiszy nastał czas rozkwitu „królowej sportu”. Klub zaliczał się do najsilniejszych w kraju, a kilkunastu zawodników należało do polskiego wunderteamu lekkoatletycznego (1956-1966). Byli wśród nich: Józef Auksztulewicz, Alfons Niklas, Alojzy Graj, Wacław Ziółkowski, Kazimierz Zimny, Zdzisław Krzyszkowiak, Janina Słowińska, Teresa Ciepły, Eugeniusz Kwiatkowski, Marian Jochman, Zdzisław Kumiszcze, Jerzy Kowalski, Jerzy Juskowiak, Zbigniew Syka, Olgierd Ciepły, Zenon Begier, Witold Baran i inni. W 1958 Zdzisław Krzyszkowiak wygrał plebiscyt na najlepszego sportowca Europy oraz Plebiscyt „Przeglądu Sportowego” na najlepszego sportowca Polski. Ten sam tytuł uzyskała w 1962 roku Teresa Ciepły. Zdzisław Krzyszkowiak zdobył jako szósty Polak w historii złoty medal olimpijski w lekkoatletyce (bieg na 5000 m). W 1964 Teresa Ciepły zdobyła złoty medal w sztafecie 4x 100m oraz srebrny w biegu 80 m przez płotki. W latach 70. wielu zawodników Zawiszy było reprezentantami Polski i zdobywało medale, przede wszystkim w halowych mistrzostwach Europy. W kolejnych olimpiadach występowało zawsze po kilku zawodników Zawiszy, podobnie jak w lekkoatletycznych mistrzostwach Europy seniorów i juniorów, zarówno na stadionach, jak i w hali. W latach 1945-2016 około 100 zawodników Zawiszy 400-krotnie sięgało po tytuł indywidualnego mistrza Polski seniorów w różnych konkurencjach lekkoatletycznych. Drużyna Zawiszy występowała w ekstraklasie lekkoatletycznej, w latach 50. i 60. XX w. tocząc z warszawską Legią zacięte pojedynki o tytuł drużynowego mistrza Polski. W rozgrywkach ekstraklasy lekkoatletycznej w latach 1957-2014 Zawisza Bydgoszcz uzyskał 6 tytułów mistrzowskich i 14 wicemistrzowskich, co plasuje klub na 5 miejscu w tabeli medalowej wszech czasów (za Górnikiem Zabrze i klubami warszawskimi: Legią, Skrą i AZS-AWF). Zawisza jest obok Legii Warszawa jedynym klubem lekkoatletycznym, który nigdy nie opuścił ekstraklasy. Natomiast w rankingach klubowego mistrza Polski w lekkiej atletyce Zawisza uzyskał tytuły wicemistrza w latach 2010–2011, a brąz w 2013 roku.
Na igrzyskach olimpijskich reprezentowało bydgoskiego Zawiszę ponad 30 zawodników:
- Melbourne 1956
  - Zdzisław Krzyszkowiak – 10 000 m, 4 m.; 3000 z przeszkodami, nie wystąpił w finale
  - Alfons Niklas – rzut młotem, 10 m.
  - Kazimierz Zimny – 5000 m, odpadł w eliminacjach
- Rzym 1960
  - Zdzisław Krzyszkowiak – 3000 m z przeszkodami, złoty medal ; 10 000 m, 7 m.
  - Jan Jaskólski – trójskok, odpadł w eliminacjach
  - Marian Jochman – 5000 m, odpadł w eliminacjach
  - Jerzy Kowalski – 400 m, odpadł w ćwierćfinale; sztafeta 4 × 400 m, odpadła w półfinale
  - Zdzisław Kumiszcze – 400 m przez płotki, odpadł w eliminacjach
  - Eugeniusz Kwiatkowski – pchnięcie kulą, odpadł w eliminacjach
- Tokio 1964
  - Teresa Ciepły – sztafeta 4 × 100 m, złoty medal ; 80 m przez płotki, srebrny medal 
  - Jan Jaskólski – trójskok, 12 m.
  - Witold Baran – 1500 m, 6 m.
  - Zenon Begier – rzut dyskiem, 6 m.
  - Olgierd Ciepły – rzut młotem, 8 m.
  - Zbigniew Syka – 100 m, odpadł w eliminacjach
- Meksyk 1968
  - Jan Jaskólski – trójskok, odpadł w eliminacjach
  - Edmund Borowski – rezerwowy polskiej sztafety 4 × 400 metrów
- Monachium 1972
  - Tadeusz Janczenko – dziesięciobój, 8 m.
  - Michał Joachimowski – trójskok, 7 m.
  - Waldemar Korycki – rezerwowy sztafety 4 × 400 m
- Montreal 1976
  - Stanisław Wołodko – rzut dyskiem, 18 m.
  - Marian Gęsicki – 800 m, 10 m.
- Moskwa 1980
  - Mariusz Klimczyk – skok o tyczce, 6 m.
  - Ryszard Marczak – maraton, nie ukończył
- Seul 1988
  - Mirosław Chmara – skok o tyczce, 14–15 m.
- Barcelona 1992
  - Piotr Piekarski – 800 m, odpadł w półfinale
  - Wiesław Perszke – maraton, 21 m.
- Atlanta 1996
  - Sebastian Chmara – dziesięciobój, 15 m.
- Londyn 2012
  - Marika Popowicz-Drapała – sztafeta 4 × 100 m, odpadła w eliminacjach
  - Marcin Lewandowski – 800 m, odpadł w półfinale
  - Paweł Wojciechowski – skok o tyczce, DNF
  - Łukasz Michalski – skok o tyczce, 11 m.
  - Dariusz Kuć – bieg na 100 m, 26 m., sztafeta 4x100 m, 9 m.
- Rio de Janeiro 2016
  - Marcin Lewandowski – 800 m, 6 m.
  - Paweł Wojciechowski – skok o tyczce, 16 m.
  - Marika Popowicz-Drapała – bieg na 100 m, 52 m.; sztafeta 4 x 100 m, 13 m.

W latach 1957-2016 bydgoscy lekkoatleci zdobyli około 20 medali w mistrzostwach Europy (w tym 6 ), około 25 medali w mistrzostwach halowych (w tym 4 ) i kilkanaście w mistrzostwach Europy i świata juniorów. Tytuły mistrzów świata seniorów (rozgrywane od 1983) wywalczyli: Sebastian Chmara (siedmiobój, 1999 – hala) i Paweł Wojciechowski (skok o tyczce, 2011).
Bydgoscy lekkoatleci, którzy osiągali wielokrotne sukcesy rangi krajowej i międzynarodowej to m.in.:
- miotacze (młot, kula oszczep): Alojzy Więckowski, Bogdan Masłowski, Olgierd Ciepły, Małgorzata Wolska
- sprinterzy: Teresa Ciepły, Waldemar Korycki, Edmund Borowski, Kazimierz Wardak, Jerzy Juskowiak, Piotr Piekarski, Artur Kohutek, Dominik Bochenek, Marika Popowicz-Drapała, Marcin Lewandowski
- długodystansowcy: Kazimierz Żbikowski, Alojzy Graj, Zdzisław Krzyszkowiak, Gabriela Górzyńska, Dariusz Kruczkowski
- wieloboiści: Tadeusz Janczenko, Sebastian Chmara, Marcin Dróżdż
- skoczkowie (trójskok, skok o tyczce): Michał Joachimowski, Mariusz Klimczyk, Mirosław Chmara, Krzysztof Andrzejak, Łukasz Michalski, Paweł Wojciechowski

W 2016 nadal aktualne były rekordy Polski ustanowione przez zawodników Zawiszy: Sebastiana Chmarę – dziesięciobój (8566 pkt. – 1998), Marikę Popowicz – sztafeta 4x100 m (42,68 s – 2010) i Pawła Wojciechowskiego – skok o tyczce (5,91 m – 2011).

### Piłka nożna

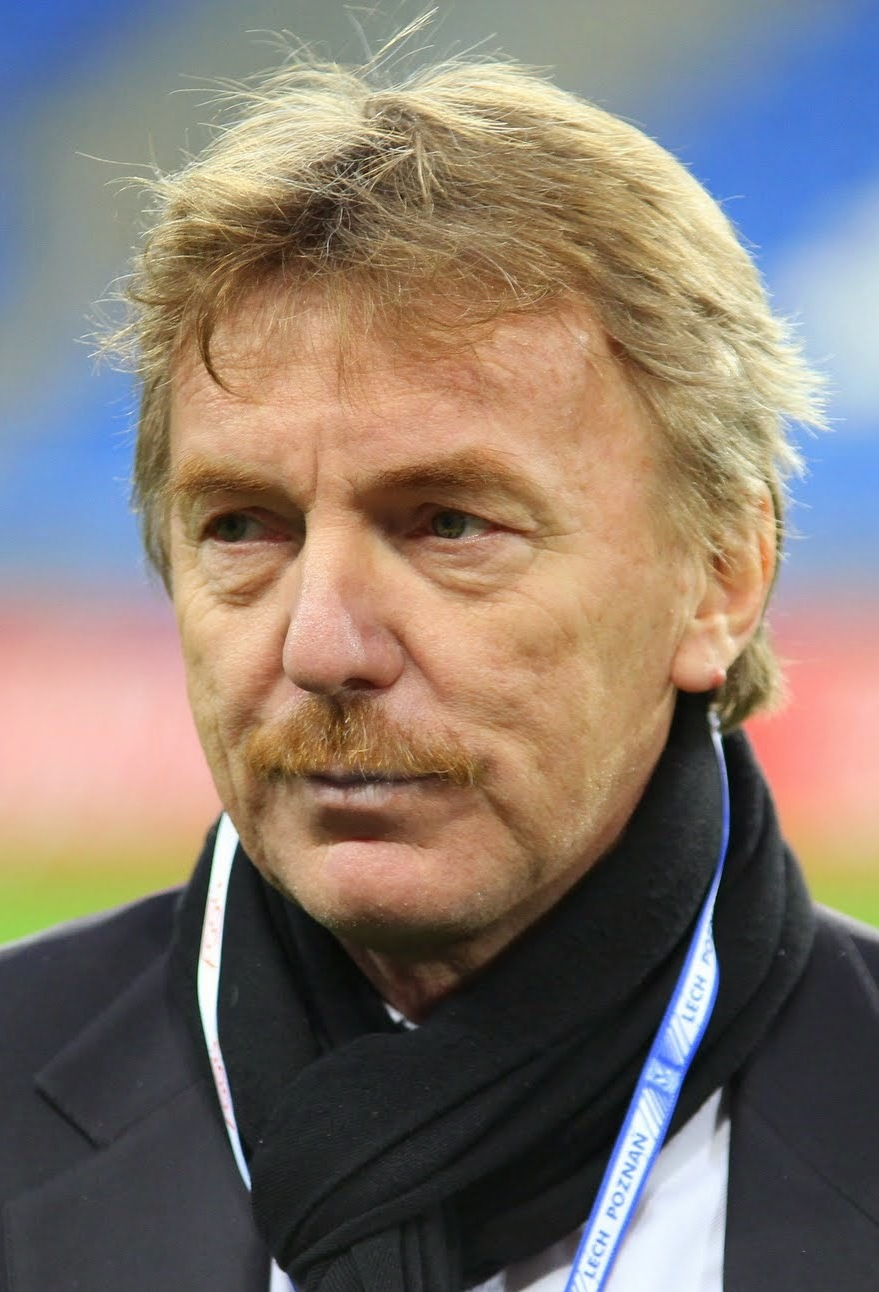
Zbigniew Boniek – wychowanek Zawiszy, piłkarz Widzewa Łódź, Juventusu Turyn i AS Roma, 80-krotny reprezentant Polski (23 bramki), uczestnik 3 turniejów finałowych mistrzostw świata (1978, 1982, 1986), kapitan (1986-1988) i trener reprezentacji Polski (2002), od 2012 prezes PZPN, jedyny polski piłkarz na liście FIFA 100

Sekcja piłki nożnej narodziła się wraz z powstaniem klubu. W 1952 drużyna awansowała do II ligi i odtąd z małymi wyjątkami grała w tej lub wyższej klasie rozgrywkowej, będąc wizytówką piłkarską Bydgoszczy. Klub przez 14 sezonów uczestniczył w rozgrywkach ekstraklasy piłkarskiej (1961, 1964–1967, 1977–1981, 1989–1994, 2013–2015). W 1977 mecz Zawiszy z Górnikiem Zabrze oglądało 50 tys. widzów, co pozostało do dzisiaj rekordem. Największym sukcesem było 4. miejsce w sezonie 1989/1990. Zawisza słynął z osiągnięć w pracy z młodzieżą. Juniorzy byli wielokrotnymi drużynowymi medalistami Polski U-19 (złoto – 1981, 2x srebro – 1958, 1986 i 2x brąz – 1967, 1979). Natomiast juniorzy młodsi (U-17) Zawiszy osiągnęli wicemistrzostwo Polski w 2013 roku. Do rozpoznawalnych piłkarzy Zawiszy należeli m.in.: Andrzej Brończyk – długoletni bramkarz zespołu, Zbigniew Boniek – wychowanek klubu, który zrobił oszałamiającą karierę na arenie międzynarodowej, Stefan Majewski – obrońca, 40-krotny reprezentant Polski, czy Arkadiusz Onyszko – jedyny piłkarz z Kujaw i Pomorza, który wywalczył medal olimpijski.
W 1998 roku po wycofaniu zespołu z II ligi ze względów finansowych, Zawisza Bydgoszcz rozpoczął rozgrywki od IV ligi, stopniowo awansując do wyższych klas rozgrywkowych. Od 2008 grał w nowej II lidze (III poziom rozgrywkowy), a od 2011 w I lidze, czyli na zapleczu ekstraklasy. W 2012 roku właścicielem drużyny został Radosław Osuch, który doprowadził w 2013 roku do awansu drużyny do ekstraklasy. W sezonie 2013/2014 Zawisza osiągnął 8. miejsce w najwyższej klasie rozgrywkowej, a ponadto wywalczył Puchar Polski (po zwycięskim finale z Zagłębiem Lubin na Stadionie Narodowym w Warszawie) oraz Superpuchar Polski (po zwycięstwie 3:2 z mistrzem Polski Legią Warszawa). W sezonie 2014/2015 zespół spadł do I ligi. W 2016 roku po wycofaniu się Radosława Osucha z klubu, drużyna została zdegradowana do najniższej klasy rozgrywkowej K-PZPN.
W skład Cywilno-Wojskowego Związku Sportowego Zawisza Bydgoszcz wchodzi drużyna seniorów BKS Bydgoszcz występująca w klasie okręgowej oraz drużyny młodzieżowe (juniorzy starsi, juniorzy młodsi, trampkarze, młodzicy i orlicy). Niezależnie od struktur CWZS działalność w sferze rozgrywek młodzieżowych prowadzi także Stowarzyszenie Piłkarskie Zawisza. Prowadzi również drużynę seniorów (dawne WKS Zawisza Bydgoszcz S.A.) w klasie B K-PZPN.

#### Tabela wszech czasów
W 2016 roku w Tabeli wszech czasów Ekstraklasy Zawisza zajmował wysoką, bo 28 pozycję (na 84 kluby) po 14 sezonach gry w tej najwyższej klasie rozgrywkowej w Polsce. Natomiast tabeli wszech czasów polskiej I ligi piłkarskiej klub zajmował pierwsze miejsce na 193 sklasyfikowane kluby.

### Wioślarstwo
Sekcję założono w 1950 roku. Rok później otrzymała ona jako swoją bazę sportową dawną przystań Yachtklubu na Wyspie Młyńskiej. Od początku sekcja wioślarska Zawiszy zaliczała się do najsilniejszych w regionie, a nawet kraju obok Bydgoskiego Towarzystwa Wioślarskiego i Kolejowego Klubu Wioślarskiego. Wioślarze Zawiszy wielokrotnie zwyciężali w konkurencji drużynowej mistrzostw Polski. W 1961 roku 12 zawodników Zawiszy zdobyło wszystkie siedem tytułów mistrzów Polski w klasycznych konkurencjach od skiff u do ósemki. Takiego wyczynu nie dokonał wcześniej nikt w historii polskiego wioślarstwa. W latach 1952-2016 w igrzyskach olimpijskich reprezentowało Polskę ok. 20 wioślarzy z Zawiszy, którzy uzyskali 2 medale:
- Helsinki 1952
  - Stanisław Wieśniak – członek dwójki bez sternika, odpadł w repasażach
- Tokio 1964
  - Czesław Nawrot i Alfons Ślusarski – dwójka bez sternika, 8 m.
- Monachium 1972
  - Ryszard Giło, Grzegorz Stellak, Ryszard Kubiak, Jerzy Ulczyński, Sławomir Maciejowski, Jan Młodzikowski – członkowie ósemki ze sternikiem, 6 m.
  - Roman Kowalewski, Kazimierz Lewandowski – dwójka podwójna, 12 m.
  - Henryk Walczukiewicz – ósemka, rezerwowy
- Montreal 1976
  - Grzegorz Stellak i Ryszard Kubiak – dwójka ze sternikiem, 6 m.
  - Jerzy Ulczyński i Adam Tomasiak – czwórka ze sternikiem, 8 m.
  - Mirosław Jarzembowski – czwórka ze sternikiem, rezerwowy
- Moskwa 1980
  - Ryszard Kubiak – czwórka ze sternikiem, brązowy medal 
  - Zbigniew Andruszkiewicz – czwórka podwójna, 7 m.
- Barcelona 1992
  - Jacek Streich – czwórka ze sternikiem, brązowy medal
- Atlanta 1996
  - Jacek Streich – czwórka bez sternika, 12 m.
  - Robert Sycz – dwójka podwójna wagi lekkiej, 7 m.
  - Jarosław Nowicki – czwórka podwójna, 9 m.
- Ateny 2004
  - Rafał Hejmej i Daniel Trojanowski – członkowie ósemki ze sternikiem, 8 m.
- Pekin 2008
  - Rafał Hejmej i Daniel Trojanowski – członkowie ósemki ze sternikiem, 5 m.
- Londyn 2012
  - Rafał Hejmej, Daniel Trojanowski, Krystian Aranowski, Piotr Juszczak, Michał Szpakowski – członkowie ósemki ze sternikiem, 7 m.
- Rio de Janeiro 2016
  - Daniel Trojanowski, Krystian Aranowski, Piotr Juszczak, Michał Szpakowski – członkowie ósemki ze sternikiem, 5 m.

Czwórka ze sternikiem z Wojciechem Neumanem i Ryszardem Kubiakiem z WKS Zawisza w 1986 zdobyła „Diamentowe Wiosła” w prestiżowych, królewskich regatach Henley na Tamizie. Tytuły mistrzów świata seniorów zdobywali m.in.: Robert Sycz (1997-1998), Daniel Trojanowski (2007). Tacy zawodnicy jak Grzegorz Stellak, Ryszard Kubiak, Waldemar Wojda, Jacek Streich zdobywali również srebrne i brązowe medale mistrzostw świata i Europy. Sekcja wioślarska Zawiszy ma w swoim dorobku ponad 40 medali mistrzostw świata i Europy oraz ponad 1000 medali indywidualnych i drużynowych Mistrzostw Polski juniorów i seniorów. W 2016 w klubie trenowało pięciu zawodników (Rafał Hejmej, Daniel Trojanowski Krystian Aranowski, Michał Szpakowski, Piotr Juszczak) reprezentacyjnej ósemki ze sternikiem, która w 2013 zdobyła wicemistrzostwo Europy, a w 2014 zdobyła brązowy medal mistrzostw świata.

### Kajakarstwo

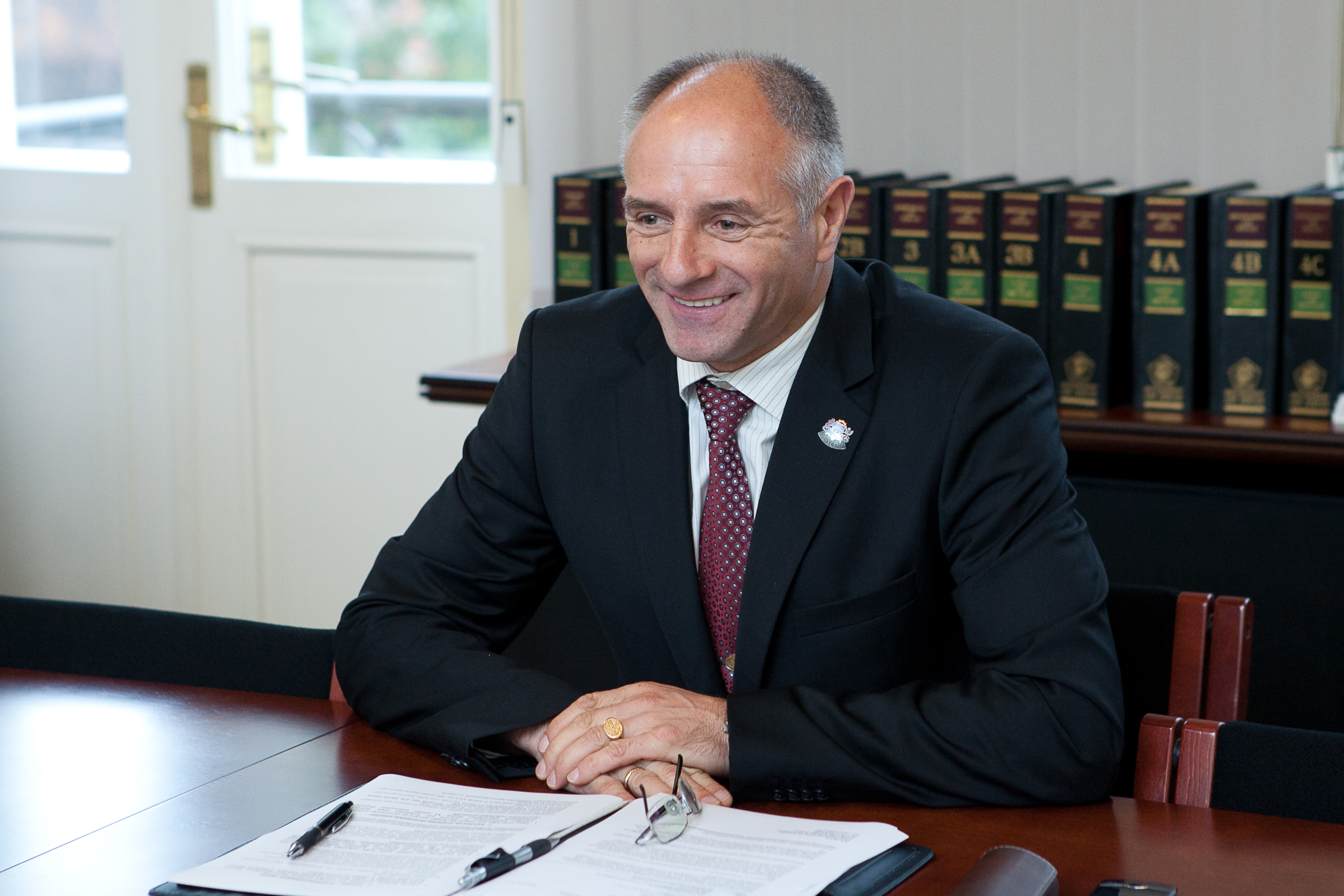
Iwan Klementiew – w latach 1994-1996 zawodnik Zawiszy, na Igrzyskach w Atlancie 1996 zdobył srebrny medal olimpijski (dla Łotwy)

Sekcję kajakarską założono w 1952 roku. W latach 60. najlepszą polską kajakarką była zawodniczka kilku klubów, w tym Zawiszy Daniela Walkowiak. Była ona trzykrotną olimpijką, medalistką z Rzymu 1960, zdobywczynią 32 tytułów mistrzyni Polski. Sekcja kajakarska Zawiszy należała do najlepszych w kraju. W latach 60. XX w. była 6-krotnie drużynowym mistrzem Polski (1961, 1963-1967), a jej zawodnicy zdobywali 37 indywidualnych tytułów mistrza kraju. W latach 1957-1986 kajakarze Zawiszy wywalczyli 91 złotych medali w mistrzostwach Polski seniorów. W latach 1956-2016 Zawisza wypromował kilkunastu olimpijczyków, którzy zdobyli 2 medale olimpijskie:
- Melbourne 1956
  - Stefan Kapłaniak – K-1 1000 m, 4 m.
- Rzym 1960
  - Ryszard Marchlik – K-1 4 x 500 m, 4 m.
- Tokio 1964
  - Robert Ruszkowski – K-4 1000 m, odpadł w półfinale
  - Daniela Pilecka – K-1 500 m, 7. m.; K-2 500 m, 8. m.
- Monachium 1972
  - Jerzy Dziadkowiec – K-4 1000 m, odpadł w półfinale
  - Ryszard Oborski – K-4 1000 m, rezerwowy
- Montreal 1976
  - Daniel Wełna – K-2 1000 m, odpadł w półfinale
  - Ryszard Tylewski – K-2 1000 m, odpadł w półfinale
  - Katarzyna Kulczak – K-2 500 m, 6 m.
  - Ryszard Kosiński – C-1 500 m, odpadł w półfinale
  - Leszek Stolpman – K-2 500 m i K-2 1000 m, rezerwowy
- Moskwa 1980
  - Daniel Wełna – K-4 1000 m, 4 m.
  - Waldemar Merk – K-2 500 m, 7 m.
- Barcelona 1992
  - Maciej Freimut – K-2 500 m, srebrny medal ; K-4 1000 m, 6 m.
- Atlanta 1996
  - Iwan Klementiew – C-1 1000 m, srebrny medal  (dla reprezentacji Łotwy)
  - Maciej Freimut – K-4 500 m, 5 m.
- Ateny 2004
  - Paweł Baumann – K-1 500 m, odpadł w półfinale
- Pekin 2008
  - Paweł Baumann – K-4 1000 m, 6 m.
  - Mariusz Kujawski – K-2 1000 m, 4 m.
- Londyn 2012
  - Piotr Siemionowski – K-1 200 m, 14 m.
  - Piotr Kuleta – C-1 1000m, 9 m.
  - Mateusz Polaczyk – K-1, 4 m.

Poza tym tytuły mistrzów świata seniorów zdobywali m.in.: Daniel Wełna (1977), Arkadiusz Byliński (1989), Iwan Klementiew (1994), Maciej Freimut (1994), Marcin Kobierski (2001,2002), Piotr Siemionowski (2011) oraz Sebastian Szypuła (2013).

### Strzelectwo
Sekcja narodziła się wraz z powstaniem klubu i miała wysoki priorytet z uwagi na wykorzystanie umiejętności strzeleckich w służbie wojskowej. Sukcesy w strzelectwie wyczynowym rozpoczęły się w połowie lat 50. W 1957 strzelcy Zawiszy wywalczyli siedem tytułów mistrzów kraju w konkurencjach klubowych. Serię sukcesów międzynarodowych rozpoczęły w 1958 roku wyczyny sportowe Stefana Masztaka, Tadeusza Pawlaty, Henryka Górskiego i Jerzego Nowickiego. W kolejnych latach zdobywano niezliczone tytuły, np. w okresie 1958-1968 zdobyto 73 indywidualnych tytułów mistrzów Polski oraz ustanowiono 80 rekordów Polski. Pod koniec lat 50. na terenach dawnej strzelnicy garnizonowej na Jachcicach zbudowano nowoczesny obiekt do strzelań z broni dużego i małego kalibru z 25 stanowiskami, a w 1966 zbudowano krytą strzelnicę w kompleksie sportowym Zawiszy przy ul. Gdańskiej. Od 1960 roku 10 zawodników Zawiszy reprezentowało Polskę na Igrzyskach Olimpijskich:
- Rzym 1960
  - Stefan Masztak – 13 m.
  - Henryk Górski – 13, 17 i 19 m.
  - Jerzy Nowicki – 5 m.
- Tokio 1964
  - Henryk Górski – 15 i 18 m.
  - Jerzy Nowicki – 5 m.
- Meksyk 1968
  - Jerzy Nowicki – 21 i 24 m.
  - Rajmund Stachurski – 28 m.
- Monachium 1972
  - Rajmund Stachurski – 4 m.
- Montreal 1976
  - Romuald Siemionow – 24 m.
  - Maciej Orlik – 27 m.
- Moskwa 1980
  - Romuald Siemionow – 11 m.
- Seul 1988
  - Adam Kaczmarek – 5 m.
- Barcelona 1992
  - Adam Kaczmarek – 7 m.
  - Tadeusz Czerwiński – 14 i 18 m.
- Atlanta 1996
  - Tadeusz Czerwiński – 20 i 32 m.
- Ateny 2004
  - Wojciech Knapik – 11 i 39 m.
- Pekin 2008
  - Wojciech Knapik – 23 i 38 m.
- Rio de Janeiro 2016
  - Klaudia Breś – 15 i 23 m.

W latach 1960-1986 zawodnicy Zawiszy zdobyli 10 medali mistrzostw świata (2 , 4 , 4 ) i 35 medali mistrzostw Europy (11 , 12 , 12 ). Trofea na imprezach międzynarodowych zdobywali (oprócz olimpijczyków): Tadeusz Pawlata, Elżbieta Kowalewska, Wanda Ryczko, Irena Mazurkiewicz, Tadeusz Dubaniewicz, Bogna Temlak, Bartosz Jasiecki, Jerzy Nowicki, Daniel Czerwiński, Joanna Nowakowska-Dzimińska i inni.
Zawisza jest jednym z najlepszych klubów strzeleckich w Polsce pod względem osiąganych wyników oraz wyposażenia (strzelnica pneumatyczna 10m, 25m, 50m, tarcze elektroniczne). Ćwiczenia odbywają się w konkurencjach: pistolet sportowy, pistolet pneumatyczny, karabin pneumatyczny, karabin dowolny, strzelania do rzutków (skeet, trap). W 2015 w mistrzostwach Polski juniorzy zdobyli 17, a seniorzy – 18 medali (7 , 9 , 2 ), pobijając rekordy Polski i drużynowo osiągając 1. miejsce w kraju. W 2016 do kadry narodowej powołano 13 zawodników Zawiszy (w tym 2 juniorów) oraz 10 zawodniczek (w tym 7 juniorek). Na listach rankingowych czołowe miejsca wśród seniorów zajmują: Wojciech Knapik i Klaudia Breś (pistolet pneumatyczny), Bartosz Jasiecki i Aneta Stankiewicz (karabin dowolny leżąc), Jakub Werys (skeet). Zawodnicy klubu ustanowili dużą część aktualnych rekordów Polski.

### Podnoszenie ciężarów

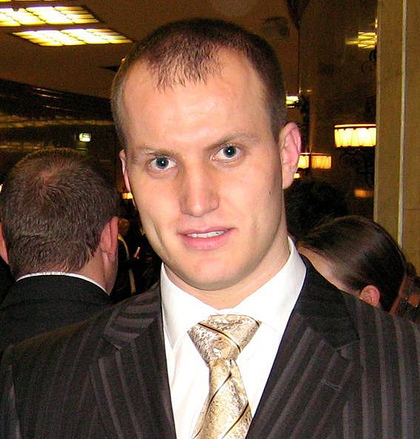
Marcin Dołęga – multimedalista mistrzostw świata i Europy, w barwach Zawiszy od 2010 roku

Sekcję podnoszenia ciężarów założono w 1952 roku, lecz dwa lata później zlikwidowano. Reaktywowano ją w 1962 za sprawą sprowadzonego do Bydgoszczy trenera, medalisty mistrzostw Europy i dwukrotnego olimpijczyka Krzysztofa Becka. Wielu szkolonych przez niego zawodników zostało mistrzami, reprezentantami i rekordzistami Polski. W 1967 zespół ciężarowców Zawiszy awansował do I ligi i odtąd startował w niej nieprzerwanie, kilkukrotnie zdobywając drużynowe mistrzostwo Polski. Jednym z nowych talentów był Jan Wojnowski, który 15-krotnie ustanawiał rekordy Polski w wadze piórkowej, był dwukrotnym olimpijczykiem (Meksyk 1968, Monachium 1972), mistrzem Europy (1971) i wicemistrzem i rekordzistą świata (1970). W latach 70. XX w. reprezentantami Polski byli m.in. Józef Meder (29 występów), Henryk Stępak (26), Zenon Kruszyna (12), Kazimierz Jarczyński (12), Stefan Sochański (12), Henryk Wierzbowski (8) i Czesław Paterka (7), który w 1971 poprawił rezultatem 177 kg w wadze półciężkiej rekord świata i Europy. W latach 80. sukcesy odnosił zawodnik Zawiszy Sławomir Zawada, początkowo jako junior, a od 1986 także w mistrzostwach Europy (3 , 1 ), mistrzostwach Świata () i w Igrzyskach Olimpijskich w Seulu (1988, ). Do grona wyróżniających się zawodników należeli również m.in. Andrzej Zbroiński, Jacek Zawadzki, Dariusz Zawadzki, Dariusz Tobolski, Piotr Banaszak, Roman Mańkowski. W 10-osobowej drużynie polskiej udającej się mistrzostwa świata w 1984 znajdowało się aż 4 wychowanków Zawiszy. W latach 90. XX w. mistrzami Polski byli Piotr Banaszak i Ireneusz Chełmowski. Rozwój dyscypliny dotyczył także kobiet, które od 1994 zaczęły uczestniczyć w mistrzostwach Polski. Mistrzynią Polski została w 1996 Monika Fiszer, a kilkukrotną wicemistrzynią – Monika Kwas. Po 2000 roku sukcesy odnosiła kolejna grupa zawodników: Arkadiusz Ratajczak, Bartosz Pindel, Krzysztof Fąfara, Damian Wiśniewski, Dominik Kozłowski (wielokrotni medaliści i mistrzowie Polski), a wśród kobiet: Aneta Rosiak i Małgorzata Wiejak. W 2010 zawodnikami Zawiszy zostali multimedaliści mistrzostw świata i Europy: Marcin Dołęga i Aleksandra Klejnowska-Krzywańska, którzy zdobywali kolejne tytuły w barwach bydgoskiego klubu.
Sekcja podnoszenia ciężarów w Zawiszy Bydgoszcz od 1967 nieprzerwanie uczestniczy w rozgrywkach ekstraklasy, uzyskując wysokie pozycje w klasyfikacji drużynowej zarówno seniorów jak i juniorów. Zawodnicy klubu w latach 1959-2013 zdobyli 24-krotnie tytuły mistrzów Polski juniorów oraz 39-krotnie młodzieżowych mistrzów Polski do lat 23. Natomiast w latach 1996-2013 sztangistki Zawiszy osiągnęły 6-krotnie tytuł mistrzyni Polski juniorów. W 2016 roku sekcję podnoszenia ciężarów w Zawiszy Bydgoszcz sklasyfikowano na pierwszym miejscu w Polsce w klasyfikacji Współzawodnictwa Dzieci i Młodzieży. Na igrzyskach olimpijskich reprezentowało bydgoskiego Zawiszę 6 ciężarowców:
- Melbourne 1956
  - Krzysztof Beck – waga średnia, 6 m.
- Rzym 1960
  - Krzysztof Beck – waga średnia, 5 m.
- Meksyk 1968
  - Jan Wojnowski – waga piórkowa, 4 m.
- Monachium 1972
  - Jan Wojnowski – waga piórkowa, DNF
- Seul 1988
  - Sławomir Zawada – waga lekkociężka, brązowy medal
- Barcelona 1992
  - Piotr Banaszak – waga ciężka, DNF
- Londyn 2012
  - Marcin Dołęga – kat. 105 kg, DNF
  - Aleksandra Klejnowska – kat. do 53 kg, 7 m.

### Gimnastyka

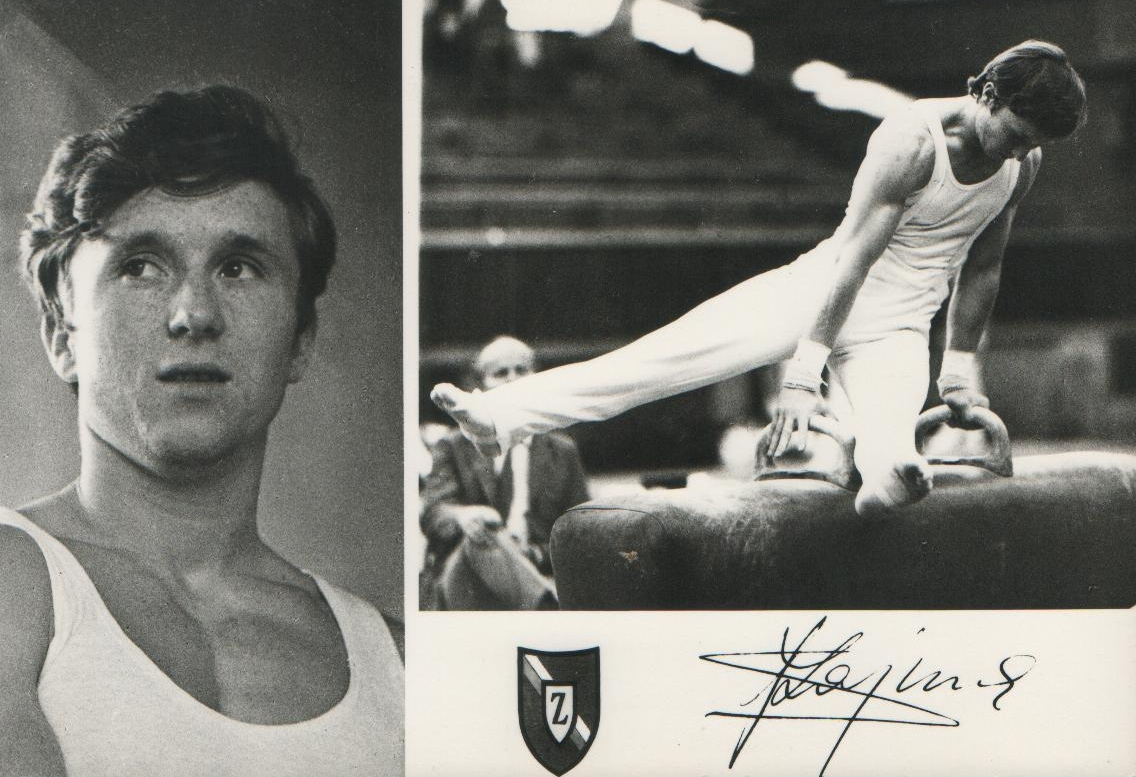
Andrzej Szajna – gimnastyk Zawiszy, trzykrotny olimpijczyk (Monachium 1972, Montreal 1976, Moskwa 1980), medalista mistrzostw świata (1974), mistrz Europy (1975), wielokrotny mistrz Polski

Sekcję gimnastyczną założono w 1958 roku pod kierunkiem Józefa Karniewicza. Lata 60. XX w. to pasmo sukcesów wychowanków klubu: drużynowe wicemistrzostwo juniorów (1962, 1963), indywidualne tytuły mistrzów Polski (1964 – Bernard Pochylski, Romuald Rydzyński i Edmund Zabłotny), tytuł drużynowego mistrza Polski (1965). W 1968 siedmiu wychowanków Zawiszy powołano do kadry narodowej. Pod koniec dekady pojawili się nowi zawodnicy, którzy uzyskiwali szereg medali w rozgrywkach krajowych: Karol i Waldemar Ciżmowscy, Adam i Krzysztof Kamińscy, Mariusz Zasada, Wojciech Skowroński, Janusz Kokocha, Waldemar i Krzysztof Marek, Andrzej Zdunek oraz Andrzej Szajna – najlepszy polski gimnastyk lat 70. XX w. Zawodnik ten brał udział w trzech olimpiadach, ocierając się o strefę medalową, zdobył medale MŚ (2 ) i ME (1 , 3 , 2 ) oraz około 80 medali w zawodach krajowych. Jako pierwszy i jedyny Polak został mistrzem Europy w gimnastyce sportowej (1975). Historia startów bydgoskich gimnastyków w Igrzyskach Olimpijskich przedstawia się następująco:
- Monachium 1972
  - Andrzej Szajna – 10–44 m. w różnych konkurencjach indywidualnych, 4 m. drużynowo (15 m. w wieloboju indywidualnym)
- Montreal 1976
  - Andrzej Szajna – 6–27 m. w różnych konkurencjach (6 m. w wieloboju indywidualnym)
  - Mariusz Zasada – 11 m. w wieloboju drużynowym, 31–88 m indywidualnie
- Moskwa 1980
  - Andrzej Szajna – 17–58 m. w różnych konkurencjach
  - Krzysztof Potaczek – 37–65 m indywidualnie

W roli trenera polskiej kadry występował związany z Zawiszą Roman Rydzyński. W latach 70. XX w. sukcesy odnosiły także gimnastyczki Zawiszy: drużynowe wicemistrzostwo Polski juniorek (1973), medale indywidualnych MP juniorek i mistrzostw klubowych. Ogółem w latach 1958-1988 zawodnicy Zawiszy zdobyli 334 indywidualne medale mistrzostw Polski w różnych klasach oraz 53 medale w drużynowych mistrzostwach Polski. W latach 90. XX w. kolejne tytuły mistrzów oraz medale IMP seniorów i juniorów zdobywało nowe pokolenie gimnastyków Zawiszy, m.in. Paweł Adach, Łukasz Nurczyński, Michał Kasica, Jarosław Szmelc, Krzysztof Janasek, Oskar Baumgart, Tomasz Kunde, Adam Rzepa i Bartosz Bojar. W 2016 w skład kadry narodowej wchodziło 11 zawodników Zawiszy (senior i seniorka, 5 juniorów, juniorka, 3 juniorów młodszych).
Sekcja akrobatyki sportowej powstała w 1988 na podstawie porozumienia z likwidowanego KS Pionier Szczecin. W okresie swego istnienia (do 2008) zawodnicy sekcji zdobyli 22 medale mistrzostw świata i Europy juniorów i seniorów (1 , 4 , 17 ) oraz 206 medali mistrzostw Polski juniorów i seniorów (82 , 69 , 55 ). W punktacjach drużynowo-klubowych zdobyto 42 tytuły, w tym 12 tytułów drużynowego mistrza Polski. W 2000 zawodnicy wywalczyli wszystkie trofea seniorskie i juniorskie: 9 medali na indywidualnych Mistrzostwach Polski seniorów, tytuł DMP seniorów klasy mistrzowskiej, 5 medali na indywidualnych Mistrzostwach Polski juniorów oraz tytuł DMP juniorów klasy I. W latach 1988-2008 w hali akrobatycznej Zawiszy odbywało się szereg zawodów rangi międzynarodowej oraz ogólnopolskiej (IMP, DMP, Puchary Polski).
W 2003 powstała sekcja fitness sportowego przy CWKS Zawisza na bazie zawodników sekcji akrobatyki i gimnastyki sportowej. Zawodnicy Zawiszy m.in. Patrycja Knopik, Ewelina Barej, Marcin Łopucki, Marcin Barej startowali w reprezentacji Polski na mistrzostwach Świata i Europy seniorów i juniorów zdobywając łącznie 7 medali (4 , 2 , 1 ). W indywidualnych mistrzostwach Polski seniorów i juniorów zawodnicy Zawiszy do 2008 roku zdobyli 22 medale (15 , 6 , 1 ).

### Boks
Sekcję boksu w Zawiszy założono w 1951 roku. W 1955 w kadrze narodowej znajdowało się 3 pięściarzy Zawiszy (Planutis, Kunc, Walczak). W latach 60. XX w. drużyna prowadziła rozgrywki na przemian w II i I lidze. Do wyróżniających się zawodników na arenie międzynarodowej należał Brunon Bendig – zdobywca brązowego medalu olimpijskiego w wadze koguciej (Rzym 1960) oraz Zygmunt Zawadzki i Hubert Skrzypczak – medaliści mistrzostw Europy. Zawisza utrzymywał silną drużynę bokserską w latach 70., 80. i 90. XX w. Zawodnicy wielokrotnie sięgali po tytuły mistrzów Polski, a 7 sezonów spędzili w ekstraklasie (1955/1956, 1957/58, 1960/61, 1965–1967, 1981–1983). W 1982 w Mistrzostwach Świata w Monachium uczestniczył wychowanek Zawiszy Mirosław Kuźma, a w 1983 w mistrzostwach Europy: Henryk Sakowski i Mirosław Piotrowski. Poza tym w mistrzostwach Europy wielokrotnie występowali juniorzy Zawiszy. W 1976 Krzysztof Kikowski, Krzysztof Kucharzewski i Mirosław Pabianek wywalczyli brązowe medale. W latach 90. XX w. zawodnicy Zawiszy osiągali tytuły mistrzów i wicemistrzów Polski, a w 2000 roku zespół awansował do ekstraklasy bokserskiej oraz zdobył Puchar Polski. W 2001 roku pięściarze Zawiszy zdobyli 11 medali mistrzostw kraju seniorów (2 złote, 2 srebrne i 7 brązowych). Na igrzyskach olimpijskich reprezentował Zawiszę:
- Rzym 1960
  - Brunon Bendig – waga kogucia, brązowy medal , wygrał m.in. z ówczesnym mistrzem Europy Horstem Rascherem (RFN), występował również na olimpiadzie w Tokio 1964 (w barwach Gedanii Gdańsk), gdzie odpadł w eliminacjach, przegrywając 2. walkę

Znaną postacią boksu z Zawiszy jest również Mirosław Kuźma zwany polskim „królem nokautu”, dwukrotny mistrz Polski (1977 – mistrzostwo Polski juniorów (waga lekkośrednia) w Łodzi oraz w 1981 – mistrzostwo Polski seniorów (waga lekkośrednia) w Zabrzu), pięciokrotny brązowy medalista mistrzostw Polski, uczestnik mistrzostw Świata w Monachium w 1982. W latach 2001–2003 zajmował stanowisko pierwszego trenera seniorów sekcji bokserskiej, a jego wychowankowie odnosili znaczące sukcesy. Podczas mistrzostw Polski w 1981 roku potrzebował jedynie 1 minuty i 45 sekund, by zdobyć tytuł. Przeciwnicy - Błędziński, Chamerski oraz Kapałka w starciu z „królem nokautu” wytrwali na ringu odpowiednio 5 sekund, 10 sekund, ostatni zaś 1 minutę i 30 sekund.

## Sekcje nieistniejące

### Siatkówka
Reaktywowana w 1953 drużyna męskiej siatkówki OWKS Bydgoszcz po kilkuletnim udziale w rozgrywkach klasy regionalnej, w 1960 awansowała do II ligi. Utrzymała się w niej tylko jeden rok i po spadku do klasy niższej została przez kierownictwo klubu zlikwidowana.

### Tenis ziemny
Sekcja tenisa w Zawiszy istniała do 1970 roku i utrzymywała wysoki poziom sportowy. Zlikwidowano ją, gdy nie zdołała wywalczyć awansu do ligi państwowej. W Zawiszy występował późniejszy wielokrotny mistrz Polski (w barwach Polonii Bydgoszcz) Henryk Drzymalski.

### Koszykówka
Koszykarze Zawiszy w latach 1955-1963 uczestniczyli w rozgrywkach II ligi, a przez jeden sezon (1963/1964) grali w ekstraklasie. Do 1970 drużyna grała w II lidze, a następnie została przekazana do KS Astoria.

#### Sukcesy
- 1956/1957 3. miejsce w Pucharze PZKosza
- 1962/1963 awans do ekstraklasy

#### Historia sekcji koszykarskiej
- 1955/1956 awans do II ligi
- 1956/1957 II liga grupa B – 3. miejsce
  - 3 miejsce w Pucharze PZKosza
- 1957/1958 II liga grupa B – 3. miejsce
- 1958/1959 II liga grupa B – 4. miejsce
- 1959/1960 II liga grupa B – 3. miejsce
- 1960/1961 zwycięstwo w turnieju półfinałowych II ligi rozgrywanym w Bydgoszczy 24 – 26 kwietnia 1961, 4. miejsce w fazie finałowej
- 1961/1962 4. miejsce w turnieju półfinałowym II ligi
- 1962/1963 2. miejsce w turnieju finałowym II ligi, awans do I ligi
- 1963/1964 I liga – 12. miejsce, spadek
- 1969/1970 II liga – 10 miejsce, spadek i rozpad sekcji, przekazanie zawodników do Astorii Bydgoszcz

### Sporty motorowe
Sekcję motocyklową założono już w 1946 roku pod kątem wykorzystania umiejętności zawodników w służbie wojskowej. Uprawiano wyścigi na żużlu i na ulicach. W 1955 sekcję zlikwidowano, po czym reaktywowano ją w 1961 jako wyczynową sekcję motocrossową. W 1974 kierownictwo MON zlikwidowało sekcje motocrossowe przy klubach wojskowych, także w Zawiszy Bydgoszcz.

### Hokej na lodzie
Sekcję założono w 1952 roku. Jej zawodnicy w 1955 awansowali do II ligi, a w 1956 roku grali w ekstraklasie. Po spadku zarząd klubu rozwiązał sekcję, lecz reaktywowano ją ponownie w sezonie 1961/1962. Następnie przez 5 kolejnych lat hokejowy zespół Zawiszy uczestniczył w rozgrywkach II ligi, lecz w 1967 po spadku z niej sekcja została zlikwidowana. Jeden z zawodników Zawiszy występował w kadrze Polski na igrzyskach olimpijskich:
- Cortina d’Ampezzo 1956
  - Mieczysław Chmura – razem z drużyną osiągnął 8. miejsce

### Piłka ręczna
W 1957 Zawisza przejął z KKS Brda ukształtowaną w pełni 11-osobową drużynę piłki ręcznej. Po rocznym pobycie w II lidze zespół awansował do ekstraklasy, gdzie przebywał do 1963 roku. Po spadku z najwyższej ligi rozgrywkowej sekcję w Zawiszy rozwiązano.

### Spadochroniarstwo
Sekcję spadochronową zainaugurowano w 1976 roku. W okresie jej istnienia (1976-2007) zawodnicy Zawiszy wywalczyli setki medali Mistrzostw Polski i Mistrzostw Wojska Polskiego. Odnosili również sukcesy na arenie międzynarodowej, zdobywając medale mistrzostw Europy, świata, Pucharu Świata i Spartakiad Armii Świata. W latach 80. w rywalizacji spadochroniarzy wprowadzono konkurencje wieloboju: (celność lądowania w dzień i w nocy, 20 strzałów z kbks z 50 m, pływanie 100 m oraz bieg przełajowy na 3 km z różnicą wzniesień 150 m) i dwuboju (celność lądowania, akrobacja indywidualna).

### Cywilno-Wojskowy Związek Sportowy (CWZS)
- Oficjalna Strona CWZS Zawisza Bydgoszcz
- Stadion Zawiszy w Google Maps
- Więcej o Mirosławie "Królu Nokautu" Kuźmie

### SP Zawisza Bydgoszcz
- Oficjalny serwis Stowarzyszenia Piłkarskiego Zawisza Bydgoszcz
- Serwis kibiców bydgoskiego Zawiszy

### BKS Bydgoszcz
- Oficjalna strona Budowlanego Klubu Sportowego
- Strona sekcji piłki nożnej
- Strona sekcji hokeja na lodzie BKS